# Nuoto ai campionati mondiali di nuoto 2022 - 100 metri dorso femminili
La gara di nuoto dei 100 metri dorso femminili dei campionati mondiali di nuoto 2022 è stata disputata il 19 e 20 giugno 2022 presso la Duna Aréna di Budapest. Vi hanno preso parte 43 atlete provenienti da 37 nazioni.
La competizione è stata vinta dalla nuotatrice statunitense Regan Smith, mentre l'argento e il bronzo sono andati rispettivamente alla canadese Kylie Masse e all'altra statunitense Claire Curzan.

## Podio
| Posizione | Atleta        | Nazionalità |
| --------- | ------------- | ----------- |
| Oro       | Regan Smith   | Stati Uniti |
| Argento   | Kylie Masse   | Canada      |
| Bronzo    | Claire Curzan | Stati Uniti |

## Programma
| Data           | Ora (UTC+2) | Turno      |
| -------------- | ----------- | ---------- |
| 19 giugno 2022 | 09:00       | Batterie   |
| 19 giugno 2022 | 18:56       | Semifinali |
| 20 giugno 2022 | 18:51       | Finale     |

## Record
Prima della competizione il record del mondo e il record dei campionati erano i seguenti:
| Record mondiale       | 57"45 | Kaylee McKeown Australia | 13 giugno 2021 Adelaide, Australia    |
| Record dei campionati | 57"57 | Regan Smith Stati Uniti  | 28 luglio 2019 Gwangju, Corea del Sud |

Nel corso della competizione non sono stati migliorati.

## Risultati

### Batterie
| Pos. | Batteria | Corsia | Atleta                  | Nazionalità               | Tempo   | Note |
| ---- | -------- | ------ | ----------------------- | ------------------------- | ------- | ---- |
| 1    | 3        | 4      | Regan Smith             | Stati Uniti               | 58"31   | Q    |
| 2    | 4        | 4      | Kylie Masse             | Canada                    | 58"89   | Q    |
| 3    | 5        | 5      | Claire Curzan           | Stati Uniti               | 59"09   | Q    |
| 4    | 5        | 6      | Wan Letian              | Cina                      | 59"67   | Q    |
| 5    | 4        | 5      | Kira Toussaint          | Paesi Bassi               | 59"69   | Q    |
| 6    | 4        | 6      | Emma Terebo             | Francia                   | 59"87   | Q    |
| 7    | 5        | 3      | Peng Xuwei              | Cina                      | 59"93   | Q    |
| 8    | 4        | 2      | Medi Harris             | Gran Bretagna             | 1'00"03 | Q    |
| 9    | 3        | 5      | Margherita Panziera     | Italia                    | 1'00"40 | Q    |
| 10   | 3        | 3      | Maaike de Waard         | Paesi Bassi               | 1'00"46 | Q    |
| 11   | 5        | 1      | Silvia Scalia           | Italia                    | 1'00"77 | Q    |
| 12   | 5        | 7      | Lee Eun-ji              | Corea del Sud             | 1'00"78 | Q    |
| 13   | 3        | 6      | Paulina Peda            | Polonia                   | 1'00"83 | Q    |
| 14   | 4        | 0      | Hanna Rosvall           | Svezia                    | 1'00"99 | Q    |
| 15   | 3        | 7      | Mimosa Jallow           | Finlandia                 | 1'01"01 | Q    |
| 16   | 5        | 2      | Analia Pigrée           | Francia                   | 1'01"13 | Q    |
| 17   | 4        | 3      | Taylor Ruck             | Canada                    | 1'01"14 |      |
| 18   | 4        | 7      | Simona Kubová           | Rep. Ceca                 | 1'01"19 |      |
| 19   | 3        | 2      | Katalin Burián          | Ungheria                  | 1'01"26 |      |
| 20   | 5        | 8      | Theodōra Drakou         | Grecia                    | 1'01"59 |      |
| 21   | 3        | 1      | Stephanie Au            | Hong Kong                 | 1'01"62 |      |
| 22   | 4        | 8      | Aviv Barzelay           | Israele                   | 1'01"65 |      |
| 23   | 3        | 8      | Andrea Berrino          | Argentina                 | 1'02"13 |      |
| 24   | 4        | 1      | Gabriela Georgieva      | Bulgaria                  | 1'02"86 |      |
| 25   | 5        | 9      | Olivia Nel              | Sudafrica                 | 1'02"95 |      |
| 26   | 2        | 4      | Jimena Leguizamon       | Colombia                  | 1'03"16 |      |
| 27   | 2        | 5      | Danielle Titus          | Barbados                  | 1'03"79 |      |
| 28   | 3        | 0      | Xenia Ignatova          | Kazakistan                | 1'03"92 |      |
| 29   | 5        | 0      | Aleksa Gold             | Estonia                   | 1'03"95 |      |
| 30   | 2        | 1      | Mia Blazhevska Eminova  | Macedonia del Nord        | 1'04"11 |      |
| 31   | 2        | 3      | Elizabeth Jiménez       | Rep. Dominicana           | 1'04"15 |      |
| 32   | 2        | 8      | Andrea Becali           | Cuba                      | 1'04"72 |      |
| 33   | 3        | 9      | Donata Katai            | Zimbabwe                  | 1'04"80 |      |
| 34   | 2        | 2      | Carolina Cermelli       | Panama                    | 1'05"16 |      |
| 35   | 2        | 6      | Ridima Veerendrakumar   | India                     | 1'05"41 |      |
| 36   | 4        | 9      | Hsu An                  | Taipei cinese             | 1'05"50 |      |
| 37   | 2        | 7      | Masniari Wolf           | Indonesia                 | 1'06"70 |      |
| 38   | 1        | 6      | Noor Taha               | Bahrein                   | 1'09"28 |      |
| 39   | 1        | 4      | Ariuntamir Enkh-Amgalan | Mongolia                  | 1'10"31 |      |
| 40   | 2        | 0      | Jamie Joachim           | Saint Vincent e Grenadine | 1'12"76 |      |
| 41   | 1        | 3      | Aynura Primova          | Turkmenistan              | 1'13"05 |      |
| 42   | 2        | 9      | Jennifer Harding-Marlin | Saint Kitts e Nevis       | 1'16"28 |      |
| 43   | 1        | 5      | Aishath Sausan          | Maldive                   | 1'18"76 |      |
| -    | 5        | 4      | Kaylee McKeown          | Australia                 | -       | dns  |

### Semifinali
| Pos. | Semifinale | Corsia | Atleta              | Nazionalità   | Tempo   | Note |
| ---- | ---------- | ------ | ------------------- | ------------- | ------- | ---- |
| 1    | 2          | 4      | Regan Smith         | Stati Uniti   | 57"65   | Q    |
| 2    | 1          | 4      | Kylie Masse         | Canada        | 58"57   | Q    |
| 3    | 2          | 5      | Claire Curzan       | Stati Uniti   | 58"96   | Q    |
| 4    | 2          | 3      | Kira Toussaint      | Paesi Bassi   | 59"16   | Q    |
| 5    | 1          | 6      | Medi Harris         | Gran Bretagna | 59"61   | Q    |
| 6    | 1          | 5      | Wan Letian          | Cina          | 59"63   | Q    |
| 7    | 2          | 6      | Peng Xuwei          | Cina          | 59"96   | Q    |
| 8    | 1          | 3      | Emma Terebo         | Francia       | 1'00"06 | Q    |
| 9    | 1          | 2      | Maaike de Waard     | Paesi Bassi   | 1'00"15 |      |
| 10   | 2          | 2      | Margherita Panziera | Italia        | 1'00"26 |      |
| 11   | 1          | 7      | Lee Eun-ji          | Corea del Sud | 1'00"58 |      |
| 12   | 2          | 7      | Silvia Scalia       | Italia        | 1'00"58 |      |
| 13   | 2          | 8      | Mimosa Jallow       | Finlandia     | 1'00"68 |      |
| 14   | 1          | 1      | Hanna Rosvall       | Svezia        | 1'00"76 |      |
| 15   | 2          | 1      | Paulina Peda        | Polonia       | 1'00"88 |      |
| 16   | 1          | 8      | Analia Pigrée       | Francia       | 1'01"59 |      |

### Finale
| Pos.    | Corsia | Atleta         | Nazionalità   | Tempo   | Note |
| ------- | ------ | -------------- | ------------- | ------- | ---- |
| Oro     | 4      | Regan Smith    | Stati Uniti   | 58"22   |      |
| Argento | 5      | Kylie Masse    | Canada        | 58"40   |      |
| Bronzo  | 3      | Claire Curzan  | Stati Uniti   | 58"67   |      |
| 4       | 7      | Wan Letian     | Cina          | 59"77   |      |
| 5       | 8      | Emma Terebo    | Francia       | 59"98   |      |
| 6       | 6      | Kira Toussaint | Paesi Bassi   | 59"99   |      |
| 7       | 1      | Peng Xuwei     | Cina          | 1'00"01 |      |
| 7       | 2      | Medi Harris    | Gran Bretagna | 1'00"01 |      |